# ميخائيل هولم
ميخائيل هولم (بالألمانية: Michael Holm)‏ هو كاتب أغاني ومغني وملحن ألماني، ولد في 29 يوليو 1943 في شتشين في بولندا.

## وصلات خارجية
- الموقع الرسمي
- ميخائيل هولم على موقع IMDb (الإنجليزية)
- ميخائيل هولم على موقع ميوزك برينز (الإنجليزية)
- ميخائيل هولم على موقع أول ميوزيك (الإنجليزية)
- ميخائيل هولم على موقع ديسكوغز (الإنجليزية)
- ميخائيل هولم على موقع قاعدة بيانات الفيلم (الإنجليزية)
- ميخائيل هولم على موقع كينوبويسك (الروسية)